# Charles Owen Rice
Pour les articles homonymes, voir Rice.
Charles Owen Rice, né le 21 novembre 1908 à Brooklyn et mort le 13 novembre 2005 à McCandless, est un prêtre catholique américain, activiste dans le domaine social.

## Formation
Il naît à Brooklyn dans une famille d'immigrés irlandais. Sa mère meurt lorsqu'il est âgé de 4 ans et il est envoyé ainsi que son frère en Irlande afin d'être élevé par leur grand-mère paternelle, dans une grande maison familiale devant le front de mer à Bellurgan dans le comté de Louth. Sept ans plus tard, le jeune Charles et son frère retournent aux États-Unis.
En 1934, après des études à la Duquesne University et au Saint Vincent Seminary, il est ordonné prêtre pour le diocèse de Pittsburgh, en Pennsylvanie, où il sert pendant toute sa vie. Son frère Patrick est également ordonné prêtre à Pittsburgh devenant canoniste. Un de ses cousins, appelé aussi Patrick Rice (juin 1918-8 juin 2010), est lui aussi ordonné prêtre à Dublin.

## Action à Pittsburgh
En 1937, Charles Rice fonde la St. Joseph's House of Hospitality avec deux autres prêtres, Carl Hensler et Barry O'Toole. La même année, les trois amis forment la Catholic Radical Alliance.
Pendant la Grande Dépression, l'abbé Rice commence son activisme dans le domaine social, surtout dans le mouvement ouvrier. Au début, Rice a comme mentor, l'abbé James Renshaw Cox (en) de Pittsburgh, et en tant que leader de la Catholic Radical Alliance, il est impliqué dans de nombreuses grèves contre la H.J. Heinz Company.
Il rencontre Dorothy Day et il est ami de Philip Murray, fondateur du Steel Workers Organizing Committee et président du Congress of Industrial Organizations.
L'abbé Rice aide à la formation de l'Association of Catholic Trade Unionists (Association des syndicalistes catholiques). De 1937 à 1969, il anime une émission radiodiffusée hebdomadaire au cours de laquelle il évoque souvent des sujets tels que le syndicalisme, le communisme (dont il est un ferme opposant), et la St. Joseph's House. Rice est nommé directeur du Hill District pendant la Seconde Guerre mondiale.
Pendant ses soixante-dix de sacerdoce, Charles Rice est curé de diverses communautés paroissiales, dont Saint-Joseph de Natrona, la paroisse de l'Immaculée-Conception de Washington (Pennsylvanie), la paroisse du Saint-Rosaire de Homewood, et Sainte-Anne de Castle Shannon.

## Dernières années
Pendant de longues années, il tient une chronique dans le journal Pittsburgh Catholic. Il défile aux côtés de Martin Luther King, Jr. à l'occasion de la grande mobilisation du printemps 1967 à New York pour mettre fin à la guerre du Vietnam. Il s'oppose encore à la guerre du Vietnam au cours de mobilisations en 1969 et apporte son soutien constant aux ouvriers de Pittsburgh, lorsque le chômage les frappe à l'époque où les usines d'acier ferment dans les années 1980.